# 機動戰士GUNDAM外傳 殖民地墮落之地
機動戰士GUNDAM外傳 殖民地墜落之地（日語：機動戦士ガンダム外伝 コロニーの落ちた地で…）是Bandai于1999年8月26日在Dreamcast上發行的3D射擊遊戲作品。

## 故事與世界觀
宇宙世纪0079。吉恩公国与地球联邦之间的「一年战争」爆发，战争前期吉恩公国使用质量弹「殖民卫星」坠落地球。其结果，澳洲1/3的土地遭到毁灭性打击，悉尼从地球上消失。开战后的0079年11月，这片大陆上联邦军开始对吉恩军进行大规模反攻作战。各部队的活跃，数次拯救了联邦的危机，这是该土地上联邦军其中一支特別部队的故事......

## 登場人物

### 地球聯邦軍
史丹利·霍金斯（声：藤本譲）
阶级为上校，聯邦軍澳洲方面軍司令官，「白色野犬」小隊直屬指揮官。

#### 白色野犬隊
獨立MS小隊,隸屬雪梨特殊游擊隊。
馬斯特·皮斯·雷亞（Master Pierce Rayer，声：無（DC本篇）/ 山寺宏一（《基连的野望 吉翁的系谱》及其他作品）
阶级为中尉，聯邦軍MS游擊部隊「白色野犬」小隊隊長，原戰鬥機飛行員，在聯邦軍組建MS部隊之後轉任MS駕駛員，常常能在戰鬥中保持最佳狀態並圓滿完成任務，因此頗受隊內同伴信任。
麥克西米安·巴卡（声：宮本充）
阶级为少尉，原聯邦軍樂隊成員，由於在MS駕駛適性測試中表現突出而被選拔為MS駕駛員，性格開朗愛嘮叨，經常和通訊員阿妮塔拌嘴，同時也是當時著名DJ“JACKY”的狂熱FANS。
里昂·利斐（声：幹本雄之）
阶级为少尉，原戰車駕駛員，聯邦MS部隊組建後成為MS駕駛員。性格與小隊另一位成員巴卡正好相反，平時沉默寡言，但能夠在任何情況下都保持冷靜的頭腦，在成為「白色野犬」小隊成員的同時也肩負著情報部的特殊使命。
阿妮塔·朱利安（声：土井美加）
阶级为軍曹，「白色野犬」小隊的通訊員，在MS支援車氣墊車「綠洲(OASIS)」中擔任通訊聯絡、聲納索敵、分析敵情報等工作，是「白色野犬」小隊在戰鬥中的強力後援。
鲍勃·罗克（Bob Rock，声：绪方贤一）
军衔为曹长。

### 自護公國
威修·（Visch Donahue，声：平田广明）
阶级为中尉，機動戰士部隊隊長。自護公國軍澳洲駐屯軍艾麗斯·斯普林斯支隊的隊長，主要使用老虎及綠色勇士，綽號"荒野之迅雷"。
（声：小山武宏）
阶级为上校，自護公國軍澳洲駐屯軍司令官。
尤賴亞·希普
阶级为中校，小说版登场人物。原是平民，因擁有專業知識而被招募成軍人，章魚部隊指揮官，指揮分散在澳洲的八支主要的運輸部隊。
艾麗森·漢尼根
阶级为上尉，小说版登场人物。原澳洲駐屯軍司令部的女性士官，後轉調入章魚部隊，成為尤賴亞·希普的副官。

## 外部連結
- 機動戰士GUNDAM SIDE STORIES—機動戰士高達外傳 殖民地墜落之地… | BANDAI NAMCO GAMES官方網站 （页面存档备份，存于）（日語）（繁體中文）